# E. Reinhold Verlag
Der E. Reinhold Verlag war die erste freie Verlagsgründung Altenburgs in der Tauwetter-Periode der Wendezeit. Seit dieser Zeit ist er der führende Verlag auf dem Gebiet der altenburgischen Regionalliteratur. Mittlerweile haben verstärkt mitteldeutsche Thematiken Einzug ins Verlagsprogramm gehalten. So gibt der Verlag die Neue Folge der Arbeitshefte des Thüringischen Landesamtes für Denkmalpflege und Archäologie heraus und kooperiert mit weiteren Partnern wie dem Landratsamt Altenburg, der Sparkassen-Kulturstiftung Hessen-Thüringen, dem Mitteldeutschen Rundfunk, der Thüringen Tourismus GmbH oder der Geschichts- und Altertumsforschenden Gesellschaft des Osterlandes.

## Verlagsgeschichte
Am 26. Januar 1990 gründete Eckhart Reinhold (1951–2005), der zuvor lange Zeit als Lektor beim Urania Verlag Leipzig gearbeitet hatte, in seiner Heimatstadt Altenburg seinen eigenen Verlag, den E. Reinhold Verlag. Wie so viele andere Entwicklungen in der Tauwetter-Periode der Wendezeit war auch diese Gründung erst unter den sich verändernden politischen Bedingungen möglich geworden – es war das erste freie Verlagsunternehmen im damaligen Bezirk Leipzig, das unter den neuen politischen Rahmenbedingungen entstand.
Zunächst war der Verlag ausschließlich für die Herausgabe des Altenburger Wochenblattes, der ersten unabhängigen Zeitung der Stadt nach dem Zweiten Weltkrieg, gedacht gewesen, aber bald begann Eckhart Reinhold auch mit der Herausgabe von Büchern. Altenburgische Regionalliteratur war in der DDR-Zeit nur in geringem Maße publiziert worden, und so trafen eine große Materialfülle und ein genauso großer Lesehunger aufeinander. Mit dem Altenburger Geschichts- und Hauskalender belebten Eckhart Reinhold und die Geschichts- und Altertumsforschende Gesellschaft des Osterlandes zu Altenburg e. V. ein traditionsreiches Jahrbuch für das Altenburger Land neu – der erste Jahrgang konnte für 1646 nachgewiesen werden, der erste Jahrgang der neuen Folge war der für 1992. In den Folgejahren kamen zahlreiche weitere Publikationen auf den Markt, unter denen die große Edition der Aquarelle und Autographen des Altenburger Chronisten Christian Friedrich Schadewitz, die in Zusammenarbeit mit dem Schloß- und Spielkartenmuseum Altenburg erstellt wurde, hervorzuheben ist.
Nach dem Ausscheiden von Eckhart Reinhold und einer Phase, in der Albrecht Reinhold (Schnuphase’sche Buchhandlung) den Verlag besaß, erwarb Klaus-Jürgen Kamprad den E. Reinhold Verlag im Jahre 1999 und gliederte ihn in die Verlagsgruppe Kamprad ein. Unter seiner Leitung wurde das Verlagsprofil mehr und mehr in Richtung mitteldeutscher Themen erweitert. Neue Partner wie das Thüringische Landesamt für Denkmalpflege und Archäologie oder die Sparkassen-Kulturstiftung Hessen-Thüringen ermöglichten die Herausgabe zahlreicher überregional bedeutender Publikationen, beispielsweise der Reihe „Kulturdenkmale in Thüringen“ im Rahmen der Denkmaltopographie Bundesrepublik Deutschland. Aber auch die Verbundenheit mit der altenburgischen Region blieb erhalten, wie beispielsweise die Ausstellungskatalogreihe „Göpfersdorfer Kunstblätter“ zeigt.

## Publikationen und Publikationsreihen (Auswahl)
- Kulturdenkmale in Thüringen (im Rahmen der Denkmaltopographie Bundesrepublik Deutschland)
- Arbeitshefte des Thüringischen Landesamtes für Denkmalpflege und Archäologie, Neue Folge
- Gartenpläne des Thüringischen Landesamtes für Denkmalpflege und Archäologie
- Altenburger Geschichts- und Hauskalender (Jahrbuch für das Altenburger Land)
- Göpfersdorfer Kunstblätter
- Mitteilungen der Geschichts- und Altertumsforschenden Gesellschaft des Osterlandes
- verschiedene kulinarische Reiseführer durch Thüringen
- Die Aquarelle und Autographen des Altenburger Wort- und Bildchronisten Christian Friedrich Schadewitz